# Групповая тактика
Группова́я та́ктика — устаревший военный термин, вошедший в обиход во времена Первой мировой войны и обозначавший всю совокупность приёмов и способов использования группового боевого порядка. Под групповой тактикой пехоты обычно понимались действия развёрнутых в глубину и по фронту мелких стрелковых групп, числом от отделения до взвода, которые ведут наступление, следуя за имеющимися огневыми средствами (тяжёлыми пулеметами, артиллерией сопровождения, танками и т. п.) Считалось, что это позволяет более полно использовать результаты огневого воздействия по противнику и достигнуть более тесной координации пехотных частей с огневыми средствами.
С ростом материально-технической оснащённости боевых частей групповая тактика потеряла значительную часть своей эффективности и в 30-х годах XX века была вытеснена манёвренными формами боевых действий, построенными, например, на основе теории глубокого боя.

## Исторический очерк

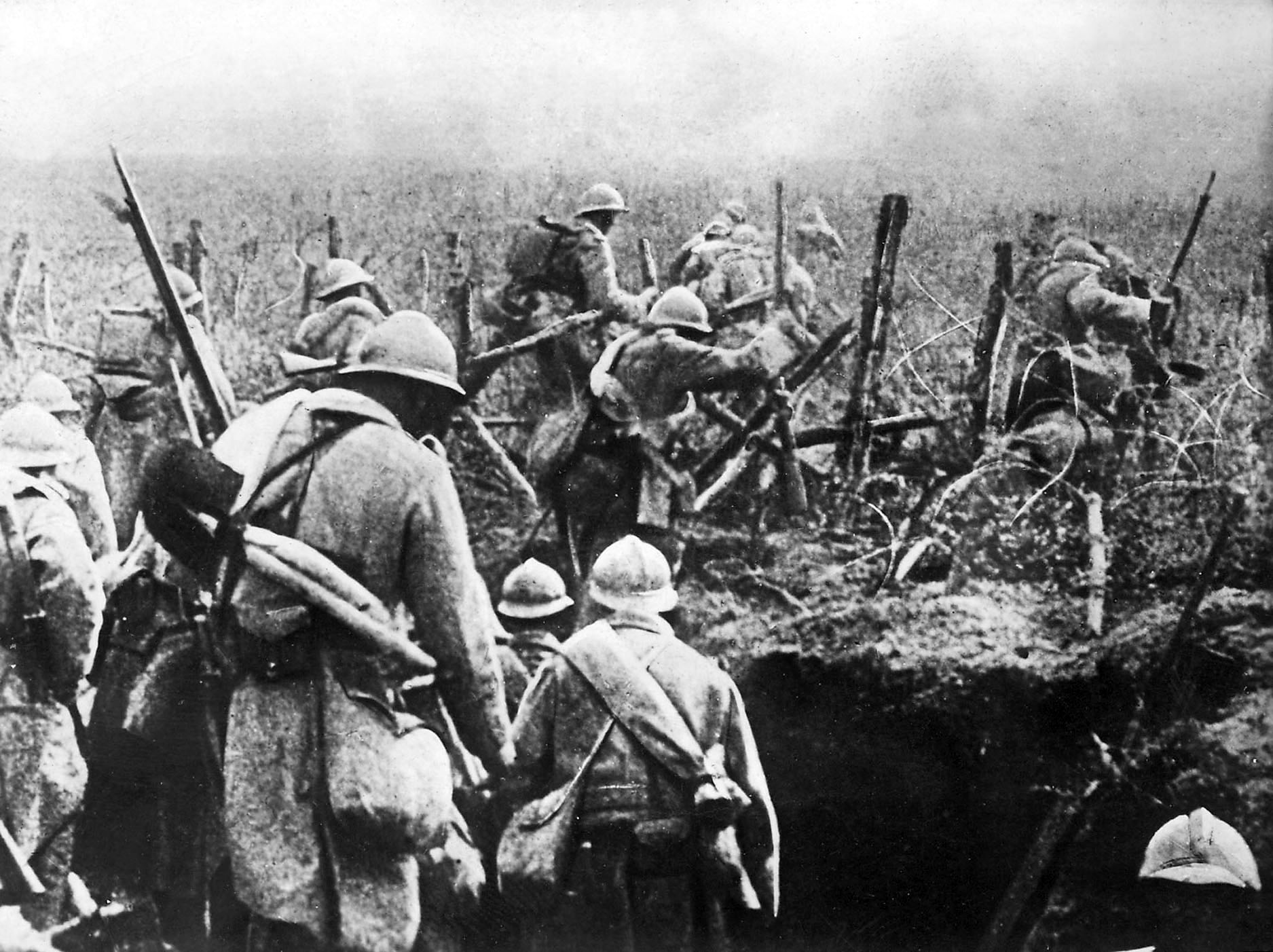
Французская пехота во время битвы при Вердене (1916 год)

Зарождение групповой тактики связывается с насыщением войск групповым вооружением и увеличением роли в бою огневого воздействия на противника. Считается, что первым, кто применил групповую тактику, были французские войска, которые мелкими группами захватывали опорные пункты немцев во время сражения под Верденом (1916 год).
Окончательное становление групповой тактики как нового вида наступательного боя относится к битве при Камбре 1917-го года, во время которой мелкие группы британских стрелков при поддержке танков, артиллерии и пулемётов вклинивались в глубь обороны кайзеровских войск, обходя или уничтожая немецкие опорные пункты. Результативность их действий была признана более высокой, чем шаблонное фронтальное наступление волнами стрелковых цепей, тем не менее во время Первой мировой войны стрелковые цепи продолжали применяться наряду с групповым боевым порядком.
С окончанием Первой мировой войны армии почти всех европейских стран практически полностью перешли к групповой тактике; в Советском Союзе её широкое внедрение в частях Красной Армии относится к периоду военной реформы 1924—1925 годов. Эволюционное совершенствование методов групповой тактики продолжалось в связи с резким ростом огневой мощи стрелковых частей, прежде всего, за счет возрастания числа пулемётов и появления их в составе вооружения отделений и взводов.
Советские наработки и методы групповой тактики нашли отражение в Боевом уставе пехоты 1927 года, который предусматривал её использование как в наступательном, так и в оборонительном бою. При этом основой группового боевого построения становился стрелковый взвод, в составе которого имелись три стрелковых отделения, отделение станковых пулемётов и отделение ручных пулемётов.
Однако непрекращающийся рост технического оснащения частей привёл к тому, что групповая тактика перестала отвечать возрастающим требованиям и начала утрачивать свою эффективность в связи с тем, что в оборонительном бою она усложняла огневое взаимодействие между отдельными группами пехоты, а в наступательном — не обеспечивала нанесение достаточной силы первоначального удара. 30-е годы XX века ознаменовались рождением и боевой отработкой теоретических основ глубокого боя, которые шли одновременно с дальнейшим совершенствованием средств и систем вооружений. Концепция глубокого боя дала возможность перейти к более эффективным высокоманёвренным формам наступления, отказавшись от медленного и постепенного преодоления вражеских оборонительных рубежей.